# Alfred Deller
Alfred George Deller CBE, född 31 maj 1912 i Margate i Kent, död 16 juli 1979 i Bologna i Italien, var en brittisk sångare (countertenor) och en av pionjärerna då det gällde att återinföra countertenorstämman inom renässans- och barockmusik under 1900-talet.